# Кошаркашка репрезентација Израела
Кошаркашка репрезентација Израела представља Израел на међународним кошаркашким такмичењима.